# Хедина Сиерчич
Хедина Сиерчич (на босненски: Hedina Tahirović Sijerčić) е босненска журналистка, педагог, преводачка, поетеса и писателка на произведения в жанра драма, детска литература и лирика. Тя е първата босненска телевизионна и радио водеща и продуцент от ромски произход. Използва диалекта гурбети на циганския език.

## Биография и творчество
Хедина Тахирович Сиерчич е родена на 11 ноември 1960 г. в Сараево, Босна и Херцеговина, Югославия. Следва журналистика в университета в Сараево, който завършва през 1985 г. и става първата дипломирана журналистка от ромски произход в бивша Югославия. Получава и диплома за учител от университета в Тузла, а докато живвее в Канада, получава свидетелството си за квалификация от учителския колеж в Онтарио.
След дипломирането си работи като главен редактор на сараевските радио и телевизионни програми и е пионер в разпространението на циганския език в бившата югославска република Босна и Херцеговина. През 1989 г. тя е редактор и сценарист на два документални филма: „Адживе Ромен“ (Рома днес) и „Каранкоци-Кочи“. През 1991 г. прави превод на пиесата „Кървава сватба“ на Федерико Гарсия Лорка, от цигански език на сърбохърватски език.
Подобно на други босненски роми, в началото на 90-те години вследствие на войната в Босна и Херцеговина емигрира в Германия. Там е дискриминирана и работи като чистачка и помощник в старчески дом.
След това се премества в Торонто, Канада, където работи като детска учителка, развивайки активизъм за римските права. Става главен редактор на първия канадско-ромски бюлетин „Romano Lil“ от 1998 до 2001 г. През 1999 г. тя е главен редактор на брошурата „Kanadake Romane Mirikle“ (Ромските перли на Канада). През 2001 г. участва като канадски делегат на Конференцията срещу расизма и дискриминацията в Кито, Еквадор. Пише и говори босненски (сръбски, хърватски, черногорски), ромски, английски и немски език.
Първата ѝ книга, сборника „Romany Lagends“ (Ромски легенди), е издаден през 2004 г. с текстове на английски и немски.
Първата ѝ книга, стихосбирката „Dukh“ (Болка) е издадена през 2007 г. Носителка е на международната литературната награда за поезия „Златното перо на Папуша“ през 2010 г. в Тарнов, Полша. и авторка на наградените стихосбирки „Как Бог е направил ромите“ и „Ašun, haćar dukh“ (Слушайте, изпитвайте болка).
Нейното литературно творчество, особено нейните фолклорни колекции и детски книги, се основават, от една страна, на ромските фолклорни мотиви и истории, с които е израснала. От друга страна, описанията в нейните поетични и прозаични творби са свързани с личния ѝ опит като ромка жена, активистка и жена. През 2011 г. е удостоена с престижната награда за свобода (Nagrada Sloboda) от Международния център за мир в Сараево за насърчаване и утвърждаване на правата на човека в Босна и Херцеговина и в света.
От януари 2014 г. тя е член на Комитета на експертите на Европейската харта за регионални или малцинствени езици за Босна и Херцеговина към Съвета на Европав Страсбург, Франция. От януари 2012 г. до юни 2014 г. чете лекции по ромски език, литература и култура в Университета в Загреб[[]], Хърватия.
През 2016 г. получава магистърска степен от Центъра за интердисциплинарни постдипломатични изследвания – джендър изследвания в университета в Сараево с дисертация на тема „Родни идентичности в литературата на ромските автори от пространството на бивша Югославия“.
През 2017 г., заедно със Синтия Левин-Раски, е редакторка на антология на писателки от ромски произход – „Антология на ромските жени: Спектър на синята вода“, публикувана в Канада.
През 2019 г. защитава докторска степен с дисертация на тема „Език и литература на ромите в превода в Западните Балкани: Поезия в самопревод“.
Хедина Сиерчич живее със семейството си в Сараево.

## Произведения

### Самостоятелни романи
- Romani prince Penga (2009)
- An unusual family (2009)
- Karankochi-Kochi (2010)
- Rom like Thunder (2011)
- Rom k’o Grom (2012)

### Поезия
- Dukh / Pain (2007)
- How God made the Roma ()
- Čuj, osjeti bol /Ashun, hachar Dukh! (2010)

### Сборници
- Romany Legends (2004)
- Romani Paramicha. Stories and Legends of the Gurbeti Roma (2009)
- Shtar Phrala / Four Brothers (2010) – илюстрирани истории за деца на английски и ромски език
- Fish / Macho (2011) – илюстрирани истории за деца

### Антологии (редактор)
- A Romani Women’s Anthology: Spectrum of the Blue Water (2017)

### Екранизации
- Adjive Romen (1989) – документален филм
- Karankoci-Koci (1989) – документален филм